# Kumiko Goto-Azuma
Kumiko Goto-Azuma es una paleoclimatóloga japonesa y glacióloga antártica y Directora del Centro de Búsqueda de Núcleos de Hielo en el Instituto Nacional de Investigaciones Polar, Japón.

## Educación y vida tempranas
Obtuvo su D. Eng en marzo de 1986 por la Hokkaido Universidad.

## Carrera e impacto
Realizó análisis de núcleos de hielo de ambas regiones polares y participó en expediciones de búsqueda antártica para estudiar núcleos de hielo profundos perforados en el Domo Fuji. Analizó núcleos de hielo profundos antárticos y árticos, con el objetivo de arrojar luz sobre el mecanismo de los ciclos glacial-interglacial y los mecanismos detrás de los cambios milenarios de escala en entorno y clima globales.
Ha servido como vicepresidenta de la Asociación Internacional de Ciencias Criosféricas y en el Consejo del Internacional Glaciological Sociedad. Está en los comités de dirección del Consorcio Japonés de Investigación del Ambiente Ártico, Internacionales en Ciencias de Núcleo del Hielo (IPICS), comité del Hielo de Groenlandia Del este-Proyecto de núcleo, el Domo Fuji Consorcio de Núcleo del Hielo y el Consorcio de Japón para Búsqueda Ambiental Ártica.  Ha sido nombrada como Asesora de Ciencia del Ministerio de Educación, Cultura, Deportes, Ciencia y Tecnología (MEXT), Japón en abril de 2016.

## Premios y honores
Se le otorgó el Hirata Premio de la Sociedad japonesa de nieve y hielo en 1998. También recibió una membresía de la Comisión europea Marie Curie que apoya movilidad internacional y entrenando en Vizcaya (B-MOB).